# Španělská fotbalová reprezentace
Španělská fotbalová reprezentace reprezentuje Španělsko na mezinárodních fotbalových akcích, jako je mistrovství světa nebo mistrovství Evropy, kde získala v letech 1964,  2008, 2012 a  2024 zlaté medaile.
V červenci 2008 se dostalo na první místo žebříčku FIFA pro nejlepší světový mužský reprezentační tým, jako šestý celek v historii. Mezi listopadem 2006 a červnem 2009 neprohrála španělská reprezentace 35 zápasů v řadě.

## Získané trofeje
- Mistrovství světa (1×)

2010
- Mistrovství Evropy (4×)

1964, 2008, 2012, 2024
- Olympijské hry (2×)

1992, 2024
- Liga národů UEFA (1×)

2023

## Mistrovství světa
Seznam zápasů španělské fotbalové reprezentace na MS
| Rok    | Účast                                            | Soupisky |
| ------ | ------------------------------------------------ | -------- |
| 1930   | Ne                                               | –        |
| 1934   | Vyřazeni ve čtvrtfinále Itálií                   | Soupiska |
| 1938   | Ne                                               | –        |
| 1950   | Prohra v zápase o bronz se Švédskem              | Soupiska |
| 1954   | Nepostoupili z kvalifikace                       | –        |
| 1958   | Nepostoupili z kvalifikace                       | –        |
| 1962   | Nepostoupili ze skupiny                          | Soupiska |
| 1966   | Nepostoupili ze skupiny                          | Soupiska |
| 1970   | Nepostoupili z kvalifikace                       | –        |
| 1974   | Nepostoupili z kvalifikace                       | –        |
| 1978   | Nepostoupili ze skupiny                          | Soupiska |
| 1982   | Nepostoupili ze skupiny                          | Soupiska |
| 1986   | Vyřazeni ve čtvrtfinále Belgií                   | Soupiska |
| 1990   | Vyřazeni v osmifinále Jugoslávií                 | Soupiska |
| 1994   | Vyřazeni ve čtvrtfinále Itálií                   | Soupiska |
| 1998   | Nepostoupili ze skupiny                          | Soupiska |
| 2002   | Vyřazeni ve čtvrtfinále Jižní Koreou             | Soupiska |
| 2006   | Vyřazeni v osmifinále Francií                    | Soupiska |
| 2010   | Zlatá medaile                                    | Soupiska |
| 2014   | Nepostoupili ze skupiny                          | Soupiska |
| 2018   | Vyřazeni v osmifinále Ruskem                     | Soupiska |
| 2022   | Vyřazeni v osmifinále Marokem                    | Soupiska |
| Celkem | účast – 16× zlato – 1×, stříbro – 0×, bronz – 0× |          |

## Mistrovství Evropy
Seznam zápasů španělské fotbalové reprezentace na Mistrovství Evropy
| Rok    | Účast                                            | Soupisky |
| ------ | ------------------------------------------------ | -------- |
| 1960   | Odhlášeni v průběhu kvalifikace                  | –        |
| 1964   | Zlatá medaile                                    | Soupiska |
| 1968   | Nepostoupili z kvalifikace                       | –        |
| 1972   | Nepostoupili z kvalifikace                       | –        |
| 1976   | Nepostoupili z kvalifikace                       | –        |
| 1980   | Nepostoupili ze skupiny                          | Soupiska |
| 1984   | Stříbrná medaile                                 | Soupiska |
| 1988   | Nepostoupili ze skupiny                          | Soupiska |
| 1992   | Nepostoupili z kvalifikace                       | –        |
| 1996   | Vyřazeni ve čtvrtfinále Anglií                   | Soupiska |
| 2000   | Vyřazeni ve čtvrtfinále Francií                  | Soupiska |
| 2004   | Nepostoupili ze skupiny                          | Soupiska |
| 2008   | Zlatá medaile                                    | Soupiska |
| 2012   | Zlatá medaile                                    | Soupiska |
| 2016   | Vyřazeni v osmifinále Itálií                     | Soupiska |
| 2020   | Bronzová medaile                                 | Soupiska |
| 2024   | Zlatá medaile                                    | Soupiska |
| Celkem | účast – 12× zlato – 4×, stříbro – 1×, bronz – 1x |          |